# León de Castro
Léon de Castro (Valladolid, c. 1505-Camino de Astorga, 1585) fue un helenista y teólogo español. Canónigo de Valladolid fue catedrático de Retórica, prima de Gramática latina y Griego en la Universidad de Salamanca. 

## Biografía
Discípulo aventajado de Hernán Núñez León de Castro se encargó de la publicación de sus Refranes o proverbios en romance (Salamanca, 1555). Fue autor de unos comentarios a Isaías (Commentaria in Esaiam prophetam) editados en Salamanca en 1570. Pero es conocido, sobre todo, por sus rivalidades a cuenta de la autoridad del texto de la Vulgata con fray Luis de León y los hebraístas salmantinos, los catedráticos Gaspar de Grajal y Martín Martínez de Cantalapiedra, a los que denunció ante el tribunal de la Inquisición.
Junto con el fraile dominico Bartolomé de Medina, fue uno de los que más persiguieron a Arias Montano poniéndole delaciones en Roma y en Madrid, ya que sostenía que los originales hebreos y caldeos de la Biblia Regia estaban viciados, y un corrector como Montano habría debido dar más importancia a las correcciones de los Santos Padres griegos y latinos, como él habría hecho si hubiese sido nombrado por Felipe II corrector de la Biblia, pues era más viejo que él. Montano se vio precisado a defender la integridad y verdad del texto hebreo de la Biblia que aquel impugnaba, más por envidia que otra cosa, llegando la polémica hasta tal punto que Montano se vio precisado a pasar a Roma para mantener su causa, saliendo por fin victorioso de sus adversarios.
Fue magistral en Valladolid y alcanzó a ser decano de Teología en Salamanca. Murió accidentalmente el 17 de octubre de 1585 al caer de una mula camino de Astorga.

## Obras
- Commentaria in Esaiam prophetam, ex sacris scriptoribus Graecis, & Latinis confecta, aduersus aliquot commentaria, & interpretationes quasdam ex rabinorum scrinijs compilatas, Salamanticae, Mathias Gastius, 1570
- Apologeticus pro lectione apostolica, et euangelica, pro vulgata Diui Hieronymi, pro translatione 70 virorum, proque omni ecclesiastica lectione contra earum obtrectatores, Salamanticae, excudebant haeredes Mathiae Gastij, 1585
- Commentaria in Oseam prophetam, ex veterum patrum scriptis, qui Prophetas omnes ad Christum referunt, iuxta illud Domini, quae sunt in Psalmis & Prophetis scripta de me, Salamanticae, excudebant haeredes Matthiae Gastij, 1586